# Estádio Sani Abacha
O Estádio Sani Abacha (em inglês: Sani Abacha Stadium) é um estádio multiuso localizado na cidade de Cano, na Nigéria. Inaugurado em 1998, o estádio já sediou importantes torneios internacionais de futebol, tendo sido uma das sedes da Copa do Mundo FIFA Sub-20 de 1999, do Campeonato Africano das Nações de 2000 e da Copa do Mundo FIFA Sub-17 de 2009. É também a casa onde o clube local Kano Pillars manda seus jogos oficiais por competições nacionais e continentais.

## Homenagem
Seu nome rende homenagem à Sani Abacha, militar e político nigeriano que serviu como o 10.º presidente da Nigéria de forma ditatorial de 1993 até seu falecimento em 1998. O estádio conta com capacidade máxima para 16 000 espectadores.